# Karin Herrström
Karin Herrström, född 29 september 1917 i Limhamn, död 2 mars 2016 i Saint-Saturnin-lès-Apt, departementet Vaucluse, Frankrike, var en svensk-fransk målare.
Hon var dotter till arkitekten Yngve Herrström och Margareta Wilkens samt gift första gången 1936 med Per Lindekrantz och andra gången med den norske författaren Nils Brantzeg. Herrström studerade i början av 1930-talet vid Slöjdföreningens skola och Valands målarskola i Göteborg. Hon vistades därefter en period i Paris men tvingades återvända till Sverige i samband med andra världskrigets utbrott. Under krigsåren deltog hon i flera utställningar bland annat i Borås och med sin man. Efter att hon gift sig med Brantzeg flyttade hon till Norge där hon studerade vid Konstakademien i Oslo som följdes av studier vid Det Kongelige Danske Kunstakademi. Hon var sedan mitten av 1950-talet bosatt och verksam som konstnär i Paris.